# Polizeiruf 110: Keiner schreit
Keiner schreit ist ein deutscher Kriminalfilm von Jürgen Brauer aus dem Jahr 2008. Es ist die 293. Folge innerhalb der Filmreihe Polizeiruf 110 und der 36. Fall für Schmücke und Schneider.

## Handlung
Auf einer Motocrossstrecke kommt es zu einem schweren Unfall. Der fünfzehnjährige Jonas Koch stürzt mit dem Motorrad seines Trainers Maik Raake und zieht sich eine Querschnittslähmung zu. Die kriminaltechnische Untersuchung zeigt Manipulationen an der Cross-Maschine auf.
Die Kommissare Schmücke und Schneider vermuten einen Anschlag, der dem Jugendtrainer galt, denn niemand konnte wissen, dass der Junge ausnahmsweise mit diesem Motorrad fahren würde. Raake wiegelt jedoch ab und meint, dass er sich nicht vorstellen könne, wer ihm schaden will. Die Kommissare finden allerdings schnell einen Verdächtigen, denn nach Schneiders Recherche hat Raake eine kriminelle Vergangenheit und der damalige Mittäter Ingo Jessen hat noch eine Rechnung mit Raake offen.
Ein weiterer Verdächtiger ist der ehrenamtliche Verwaltungschef der Crossstrecke Stefan Bachmeier. Schmücke und Schneider finden heraus, dass Raake ihn erpresst. Auf der Suche nach dem Grund, mit dem der Trainer Bachmeier in der Hand hat, stoßen die Ermittler auf ein Geheimnis. Auffälligkeiten im Verhalten von Bachmeiers Sohn Tim lassen auf einen Kindesmissbrauch schließen, doch es erweist sich als schwierig, den Jungen zum Reden zu bringen. So wird eine richterliche Verfügung erlassen, um den Jungen zu untersuchen. Das Ergebnis bringt jedoch nicht den erhofften Erfolg, denn an Tim können keine Spuren eines sexuellen Missbrauchs festgestellt werden. So kommen die Ermittler dahinter, dass es sich dabei gar nicht um Tim Bachmeier handelt, sondern um seinen Schulkameraden Maurice Mertens, denn Bachmeier ist sein Klassenlehrer. Nachdem sie dafür stichhaltige Beweise haben und auch Raake wegen der Erpressung belangen können, nehmen sie Stefan Bachmeier fest, der am Ende die Manipulation des Motorrads zugibt.

## Hintergrund
Keiner schreit wurde vom 4. September 2007 bis zum 2. Oktober 2007 in Halle (Saale) und Umgebung gedreht und am 1. Juni 2008 im Ersten zur Hauptsendezeit erstmals ausgestrahlt. Der Arbeitstitel war Tödliche Verwechslung.

## Kritiken
Rainer Tittelbach von tittelbach.tv findet, es „lässt sich nicht viel Gutes sagen über diesen Krimi, in dem Schmücke und Schneider wie zwei Ruheständler in spe agieren und in dem es vor begriffsstutzigen Verdächtigen nur so wimmelt.“ Ansonsten sei „Alles grau und blass - soweit das Auge reicht. Da kann auch das zum Betroffenheitskitsch herab gewirtschaftete Thema Kindesmissbrauch nicht viel ändern. Das treffendste Sinnbild für diesen gemächlichen Krimi-Langweiler: ein Jugendlicher vor der Glotze, der mit Haftpfeilen die schwarze Mattscheibe eines TV-Geräts beschießt.“
Bei Kino.de sieht Tilmann P. Gangloff das ganz anders und empfindet, dieser Polizeiruf hätte eine „geschickt konstruierte Handlung, die gleich mehrere Familiendramen miteinander verknüpft und [würde] ein höchst heikles Thema sehr feinfühlig angeh[en]. Die üblichen Frotzeleien zwischen den Kommissaren wären da deplatziert gewesen, aber Schwarz und Winkler durften sich gut eine Woche zuvor in dem Freitagsfilm ‚Das Traumpaar‘ austoben.“
Die Kritiker der TV Spielfilm fanden, „Optik und darstellerische Leistungen bleiben auf ‚Lindenstraße‘-Niveau“. Auf den Titel bezogen urteilten sie: „Keiner schreit – aber alles gähnt“.